# نيفيل أكسفورد
نيفيل أكسفورد (بالإنجليزية: Neville Oxford)‏ هو لاعب كرة قدم جامايكي في مركز الهجوم، ولد في 18 نوفمبر 1948 في كينغستون في جامايكا. شارك مع منتخب جامايكا لكرة القدم. أما مع النوادي، فقد لعب مع نيويورك جنرالز ‏.

## وصلات خارجية
- نيفيل أكسفورد على موقع ناشيونال فوتبول تيمز (الإنجليزية)